# Thibaut de Longeville
Thibaut de Longeville (né en 1974) est écrivain, cinéaste, directeur créatif, spécialiste du marketing de marque et entrepreneur.

## Biographie

### Carrière
Après un séjour à New York en 1994, Thibaut de Longeville fonde le label de musique Passe Passe pour éditer des mixtapes de rap, d'abord des rééditions de mixtapes de DJ étasuniens puis des mixtapes inédites de rap français comme Opération coup de poing.
En 1995, à l'âge de 21 ans, il fonde 360 Communications. Les deux premiers projets de 360 Communications ont été la conception de l'identité visuelle de la nouvelle épreuve VTT du Tour de France, Le Tour VTT et en organisant un hommage artistique en aérosol aux Rolling Stones en collaboration avec Virgin Records et Agnès b.
En 1998, 360 Communications est devenu la société officielle de conseil en marketing et en création pour la liste nationale et internationale de musique urbaine de Virgin Music / EMI Records.
En 2005, Thibaut réalise le film Just for Kicks: un documentaire sur les sneakers, le Hip-Hop et le corporate game (en).
Depuis lors, Thibaut De Longeville a réalisé et produit plus de 10 longs métrages documentaires, dont 5 saisons de Quai 54 : Streetball Stories, un portrait du designer de Nike Tinker Hatfield, et un segment sur la tournée Global Express de Jay-Z tourné à Taiwan pour The Oprah Winfrey Show.
En 2014, il est producteur exécutif de Doin' It in the Park:Pickup Basketball NYC.
En 2023, il réalise DJ Mehdi - Made in France, série documentaire en 6 épisodes,. Il remporte pour cela la Victoire de la création audiovisuelle aux Victoires de la musique 2025.